# 松峰山镇
松峰山镇是中国黑龙江省哈尔滨市阿城区下辖的一个镇，位于阿城市东南，西与红星镇相连，南与平山镇接壤，北与宾县松江镇毗邻。。